# Quercus calliprinos
Quercus calliprinos är en bokväxtart som beskrevs av Philip Barker-Webb.